# Ticiano
Ticiano Vecellio ou Vecelli (em italiano: Tiziano Vecellio; Pieve di Cadore, c. 1473/1490 – Veneza, 27 de agosto de 1576) foi um dos principais representantes da escola veneziana no Renascimento antecipando diversas características do Barroco e até do Modernismo. Ele também é conhecido como Tizian Vecellio De Gregorio, Tiziano, Titian ou ainda como Titien.
Reconhecido pelos seus contemporâneos como "o sol entre as estrelas", Ticiano foi um dos mais versáteis pintores italianos, igualmente bom em retratos ou paisagens, temas mitológicos ou religiosos.
Se tivesse morrido cedo, teria sido conhecido como um dos mais influentes artistas do seu tempo, mas como viveu quase um século, mudando tão drasticamente seu modo de pintar, vários críticos demoram a acreditar se tratar do mesmo artista. O que une as duas partes de sua obra é seu profundo interesse pela cor, sua modulação policromática é sem precedentes na arte ocidental.

## Biografia

### Infância
Ticiano era um dos quatro filhos de Gregório Vecelli, destacado soldado e funcionário do estado, e de sua esposa Lúcia. Perto dos dez anos de idade foi levado por seu irmão, o também pintor Francesco Vecellio, para Veneza, onde entrou como aprendiz de Sebastian Zuccato, celebre por seus mosaicos. Após quatro ou cinco anos passou ao estúdio de Giovanni Bellini, naquele tempo o mais notável artista da cidade. Ali entrou para um grupo de jovens que incluía Palma de Serinalta, Lorenzo Lotto, Sebastiano Luciani e Giorgione.

### Primeiros trabalhos
Um afresco de Hércules no palácio Morosini é tido como um dos seus primeiros trabalhos, assim como A Virgem e a Criança no Belvedere Viena, e A Visitação de Maria e Isabel, do convento de Santo André, hoje na Academia de Veneza.
Ticiano formou uma parceria com Giorgione, e é difícil distinguir seus trabalhos iniciais. O primeiro só de Ticiano, reconhecidamente, é um pequeno Ecce Homo da escola de São Roque. Os dois jovens mestres foram logo reconhecidos como líderes de sua nova escola moderna, que tornou suas pinturas mais flexíveis, livres da simetria e das convenções hierárquicas que ainda estavam presentes nas obras de Giovanni Bellini.
Em 1507, Giorgione foi escolhido para executar os afrescos na reerguida Fondaco de Tedeschi (de uma corporação de comerciantes alemães), onde Tiziano e Feltre trabalharam, restando alguns fragmentos reconhecidos como seus pelas gravuras de Fontana.
O talento de Tiziano apareceu nos afrescos que ele pintou em 1511 para a igreja das Carmelitas em Pádua, alguns preservados como Encontro no Portão Dourado e três cenas da vida de Santo Antônio na escola do santo. Em 1513 retornou a Veneza e após 1516 obteve uma patente na Fondaco de Tedeschi, espécie de cargo público, tornando-se superintendente de serviços do governo, com uma renda razoável, especialmente para terminar trabalhos de Bellini, que morrera, no hall do Palácio Ducal. Ele se instalou num ateliê no Canal Grande e trabalhou para cinco Doges sucessivos.

### Crescimento

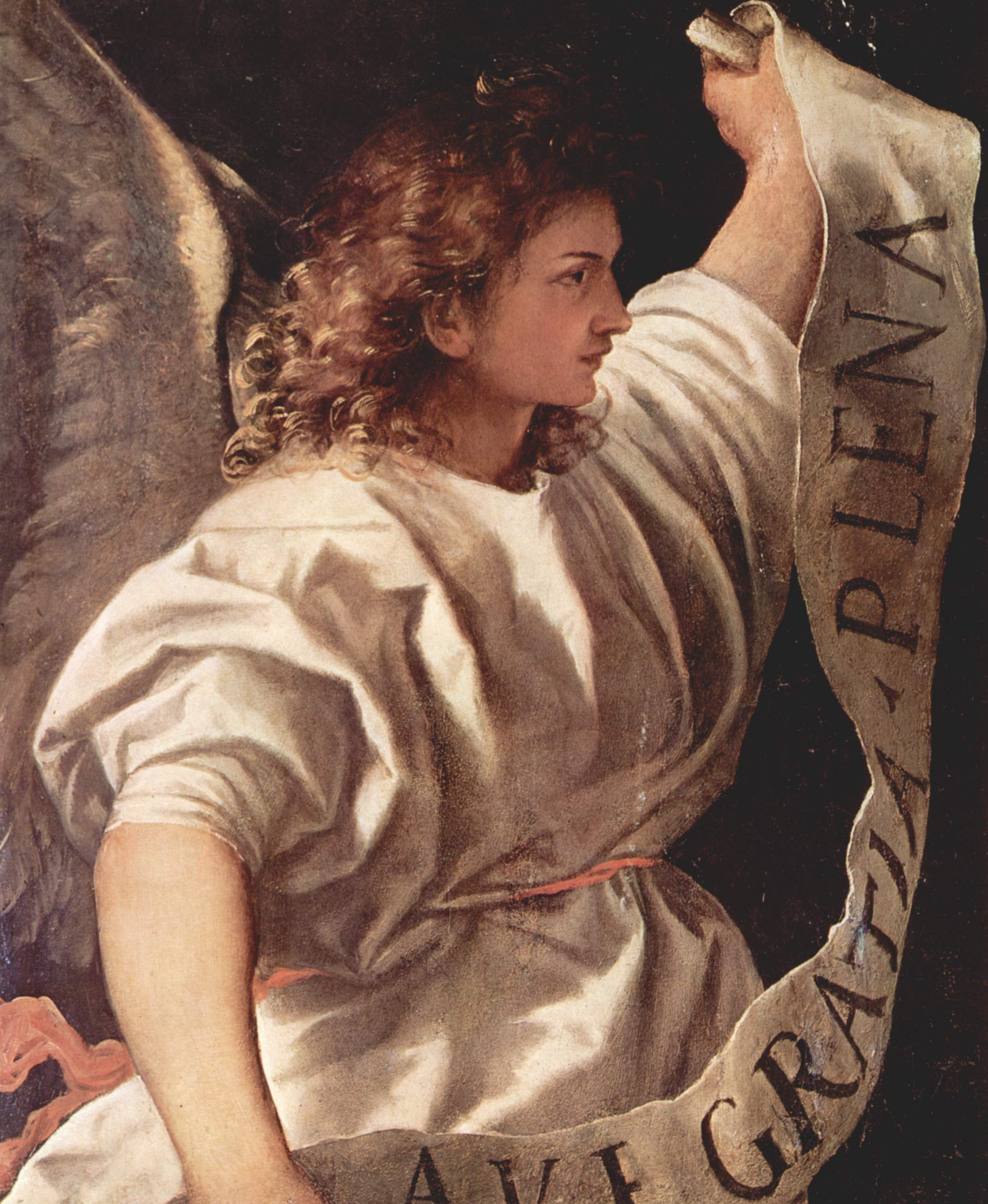
Detalhe da Anunciação (1522), óleo sobre madeira, Bréscia

Giorgione morreu em 1510 e Giovanni Bellini, ja ancião, em 1516, deixando Ticiano, já com algumas obras de vulto em seu currículo, sem rival na escola veneziana. Por sessenta anos, ele foi o líder absoluto e indisputado, o mestre oficial e o pintor laureado da Sereníssima República de Veneza.
Durante este período (1516 - 1530), que podemos chamar de crescimento até a maturidade, o artista libertou-se das tradições de sua juventude, procurando personagens mais complexos e, pela primeira vez tentando um estilo monumental.
Em 1518, produziu para o altar da igreja de Fran A Consumação da Madona, hoje na Academia de Veneza, que excitava os sentidos, começando uma peça multicolorida numa escala tão grande como a Itália ainda não vira.
O tema da Consumação, unindo na mesma composição duas ou três cenas em diferentes níveis, como céu e terra, temporal e infinito, continuou numa série de trabalhos como o retábulo de São Domingos em Ancona (1520), o retábulo de Bréscia (1522), e o retábulo de São Nicolau do Vaticano (1523), cada um a seu tempo visando uma concepção mais perfeita, finalmente alcançando uma forma insuperável no retábulo de Pesaro (1526), na igreja de Frari. Este é talvez o mais perfeito e mais estudado de seus trabalhos, pacientemente desenvolvido com uma disposição suprema de ordem e liberdade, originalidade e estilo. Aqui Ticiano deu uma nova concepção ao tradicional grupo de personagens santas movendo-se pelo espaço da obra, os planos e diferentes degraus numa trama arquitetônica.
Ticiano Vecelli estava agora no pico de sua fama, e em 1521, seguindo-se à produção de um São Sebastião para o legado papal em Bréscia (trabalho que possui inúmeras réplicas), as encomendas avolumaram-se. Um dos mais extraordinários trabalhos deste período foi A deposição de São Pedro (1530), primeiramente na igreja dominicana de San Zanipolo e destruída em uma luta com a Áustria em 1867, e da qual só restam cópias. A associação da paisagem com uma cena de morte mostra uma tragédia sobressaltada, patética, como nem Tintoretto ou Delacroix souberam fazer.
Continuou simultaneamente com sua série de pequenas Madonas que ele elaborava com belas paisagens à maneira pastoral, sendo A Virgem com o coelho (1530) atualmente no Louvre, o exemplo acabado dessas imagens. Também do mesmo período é Enterro de Cristo (1559), no Museu do Prado. Foi igualmente o período de séries de temas mitológicos, como Bacanais (1524) do Prado, e Baco e Ariadne da National Gallery, talvez a mais brilhante obra do neo-paganismo do Renascimento, muito imitada mas nunca superada. Finalmente, foi neste período de maestria que Tiziano compôs os retratos e bustos de jovens, como Flora nos Uffizi ou Jovem no toucador no Louvre.
|  |  |  |  |  |

Em 1525, após um pouco de vida desregrada e a consequente agitação, casou-se com Cecília, talvez para legitimar seu primeiro filho Pomponio e os dois ou três que o seguiram. Mas cedo ela faleceu, durante o parto de Lavinia (1530), causando grande aflição ao mestre. Ele se muda para uma nova casa em Bin Grande, então um lugar muito bom, com ótimos jardins e uma vista de Murano, chama sua irmã Orsa para cuidar das crianças e busca tranquilidade. É dessa época o retrato de Pietro Aretino que envia a Gonzaga, duque de Mântua.

### Maturidade
Durante o próximo período (1530 - 1550), como já se esboçava no seu Martírio de São Pedro, Ticiano se devotou mais e mais a um estilo dramático. Desta época é a representação da cena histórica da Batalha de Cadore, infelizmente desfigurada ou mutilada em sua maior parte, mas que mostra o esforço do artista de se superar. Como A Guerra de Pisa, A Batalha de Anghiari e A Batalha de Constantinopla foram consumidas pelo fogo que ardeu no Palácio Ducal. Existe apenas uma cópia pobre e incompleta no Uffizi e uma medíocre gravura por Fontana.
Do mesmo modo O Discurso do Marques de Vasto, de 1541 em Madri, foi parcialmente destruído por fogo, mas essa vertente de sua obra está bem representada por Apresentação da Virgem Sagrada (1539) hoje em Veneza, um de seus mais famosos quadros, e por Ecce Homo (1541), em Viena, uma das mais patéticas e longevas de suas obras-primas.
Menos sucesso fez a série de afrescos da cúpula da Basílica de Santa Maria della Salute, como A Morte de Abel, Sacrifício de Abrão e Davi e Golias (1544). Essas cenas violentas, vistas por baixo, como na Capela Sistina, estão numa posição desfavorável à observação. Foram no entanto admiradas e imitadas, Rubens, entre outros, usou esse sistema na igreja jesuíta de Antuérpia. Também deste tempo, época de sua visita a Roma, é o começo da série das Vênus reclinadas, como Vênus de Urbino (1538) e Vênus e Eros, ambas na Galleria degli Uffizi e Vênus e o Organista, em Madri, no qual se reconhece o efeito direto do contato do mestre com esculturas antigas. Giorgione já tinha utilizado esse tema, mas aqui um drapeado vermelho é suficiente, por seu colorido, para mudar o sentido da cena.
|  |  |

Ticiano tinha ainda, desde o início de sua carreira mostrado ser um mestre em retratos, em trabalhos como La Bella (Eleanora Gonzaga, Duquesa de Urbino), hoje no Palácio Pitti. Ele pintou inúmeros príncipes, doges, cardeais, monges e artistas, teve muito sucesso em extrair de cada fisionomia os traços que a caracterizavam. Como retratista, Ticiano é comparável a Rembrandt e Velásquez. Suas qualidades são manifestas em obras como Paulo III, no Kunsthistorisches Museum ou a cena do mesmo papa com seus sobrinhos, Pedro Aretino, no palácio Pitti, e Eleanora de Portugal, em Madri, ou a série de Carlos V do mesmo local, o Carlos V com Cão de Caça (1533) e Carlos V em Muhlberg (1548), uma pintura equestre com uma sinfonia de vermelhos que é o nom plus ultra da arte de pintar. Carlos V honrou Ticiano nomeando-o conde palatino e cavaleiro do galão dourado, seus filhos foram feitos nobres do Sacro Império Romano-Germânico, o que para um pintor daquela época era uma honra extraordinária.
|  |  |  |  |  |

O governo da República de Veneza não ficou satisfeito com a negligência de seu trabalho no Palácio Ducal e ordenou que devolvesse o dinheiro recebido, nomeando Pordenone para seu lugar (1538). No entanto este morreu em menos de um ano, e tendo Ticiano se aplicado, enquanto isso, diligentemente em pintar A Batalha de Cadore, teve seu cargo restaurado. Esta figura, que como tantas outras pereceu no incêndio do palácio em 1577, representava em tamanho real o momento em que o comandante veneziano D'Alviano enfrentava o inimigo, com homens e cavalos se chocando sobre um riacho.
Como sucesso profissional e mundano, a esse tempo, sua posição só pode ser comparada a Rafael, Michelangelo ou mais tarde Rubens.
|  |  |  |

Ticiano visitava sua terra natal de Pieve di Cadore todo ano, onde era influente e generoso. Tinha uma vila favorita na colina de Manza, onde se supõe tenha feito observações sobre as formas e efeitos da paisagem.
Em 1546, visitou Roma, onde obteve a honraria de receber a chave da cidade. Seu predecessor imediato em tal homenagem tinha sido Michelangelo em 1537. Em 1547, foi até Augsburg pintar Carlos V e outros nobres do império. Estava lá ainda em 1550, quando executou um retrato de Filipe II que foi enviado à Inglaterra e se provou um excelente auxiliar para conseguir a mão da rainha Maria I da Inglaterra em casamento.

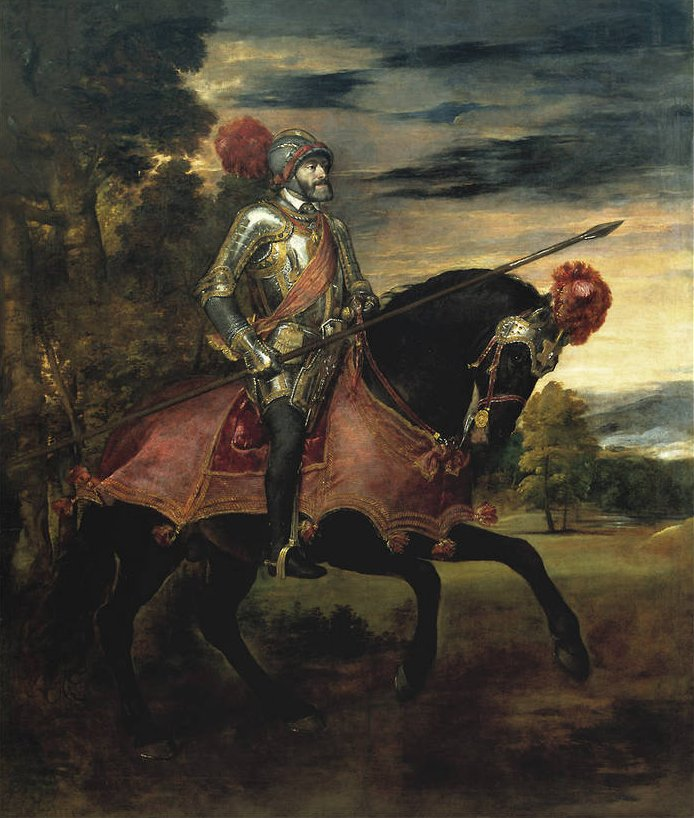
O imperador Carlos V. na batalha de Muhlberg. 1548

### O imperador Carlos V
No que diz respeito ao cavaleiro de Muhlberg, o estilo de corte impõe-se ainda, mais engloba soluções mais variadas. Gabava-se muito a coragem e a audácia de que Carlos V tinha dado provas numa batalha onde a sua ação pessoal tinha contribuído grandemente para a derrota infligida aos Saxões. O retrato com o cão participa da impersonalidade palaciana que não exige nem verdade psicológica nem expressão. No cavaleiro de Muhlberg, o pintor decide voltar a tradição dos retratos equestres, tão frequentes na Antiguidade e de novo postos em voga pelo Renascimento. Há um grande contraste entre a beleza da paisagem banhada pelo doce pôr do sol da Venécia de terra firme, que continua a ser para Ticiano, como para maior parte dos pintores venezianos desse tempo, a hora do perfeito desabrochar e do maior prazer, e essa efígie quase arcaica e ainda não muito longe das miniaturas medievais do cavalo e do homem que o monta. Este cavaleiro não é somente um combatente corajoso: temos de ver nele o herdeiro de uma longa e ininterrupta linhagem de imperadores vitoriosos desde Roma até a época moderna.
Ticiano não se preocupou em anotar os pormenores do combate, nada nos diz do campo de batalha. Com sua armadura intacta e a gualdrapa do cavalo sem uma mancha de lama ou de sangue, Carlos V encara uma imagem ideal e quase simbólica da vitória sobre a qual paira uma personagem sobre-humanizada pela dignidade imperial. Impassível como um semideus que nenhuma paixão humana poderia comover, o cavaleiro de Muhlberg atravessa a historia a grandes passadas do seu corcel. O ser vivo que conheceu o entusiasmo da batalha, o tumulto glorioso, a exaltação assassina, a furiosa audácia, e talvez o medo, Ticiano substitui-o pela imagem clássica do " herói", à volta do qual soam as fanfarras de trombetas, e que tanto os perigos como êxitos deixam indiferente.

### Últimos anos

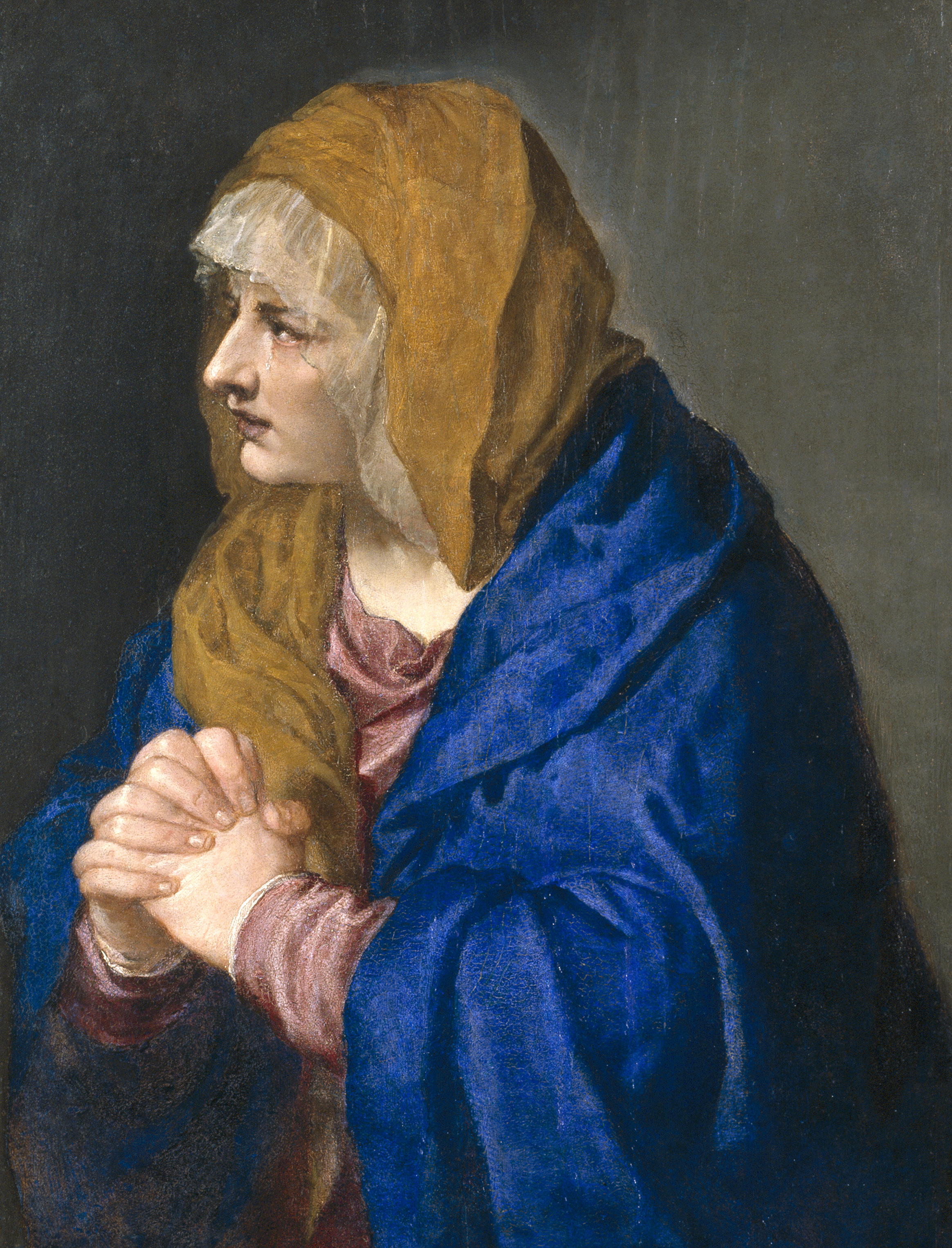
Mãe dolorosa em oração (1554), óleo sobre madeira, Museu do Prado, Madri

Durante os últimos anos de sua vida (1550 - 1576) o artista mais e mais absorvido em seu rendoso trabalho como retratista, e também mais crítico e perfeccionista, terminou poucos grandes trabalhos. Alguns ficaram dez anos no estúdio, sendo retocadas e retomadas, constantemente adicionando expressões, concisão e sutileza.
Para cada problema estético que se apresentava, ele elaborava uma nova e mais perfeita fórmula. Ele nunca igualou a emoção e tragédia da Coroação de Espinhos, hoje no Louvre; na expressão do divino e do mistério, nada mais poético que Peregrinação de Emaú. Nunca fez nada mais brilhante e grande que O Doge Grimani de Veneza ou A Trindade em Madri.
Em outro ponto de vista, ele também não fez nada mais movimentado que algumas pinturas de sua velhice, como Damem Madri, Antiopeno Louvre ou o Rapto de Europa. Deteve-se ainda no problema do chiaroscuro em fantásticos efeitos noturnos em O Martírio de São Lourenço ou no São Geronimo. No domínio do real, ele sempre permaneceu forte e seguro, e seu próprio mestre, como nos retratos de sua filha Lavinia e em seus autorretratos.
Vecelli comprometeu sua filha, a bela garota que ele amou profundamente, com Cornelio Sarcinelli de Serravale. Ela tinha sucedido a tia Orsa como governante da casa. O casamento ocorreu em 1554 e ela tristemente morreu de parto, como a mãe, em 1560. Ticiano estava no Conselho de Trento em 1556, com sua pintura ou os esboços no Louvre mostram.

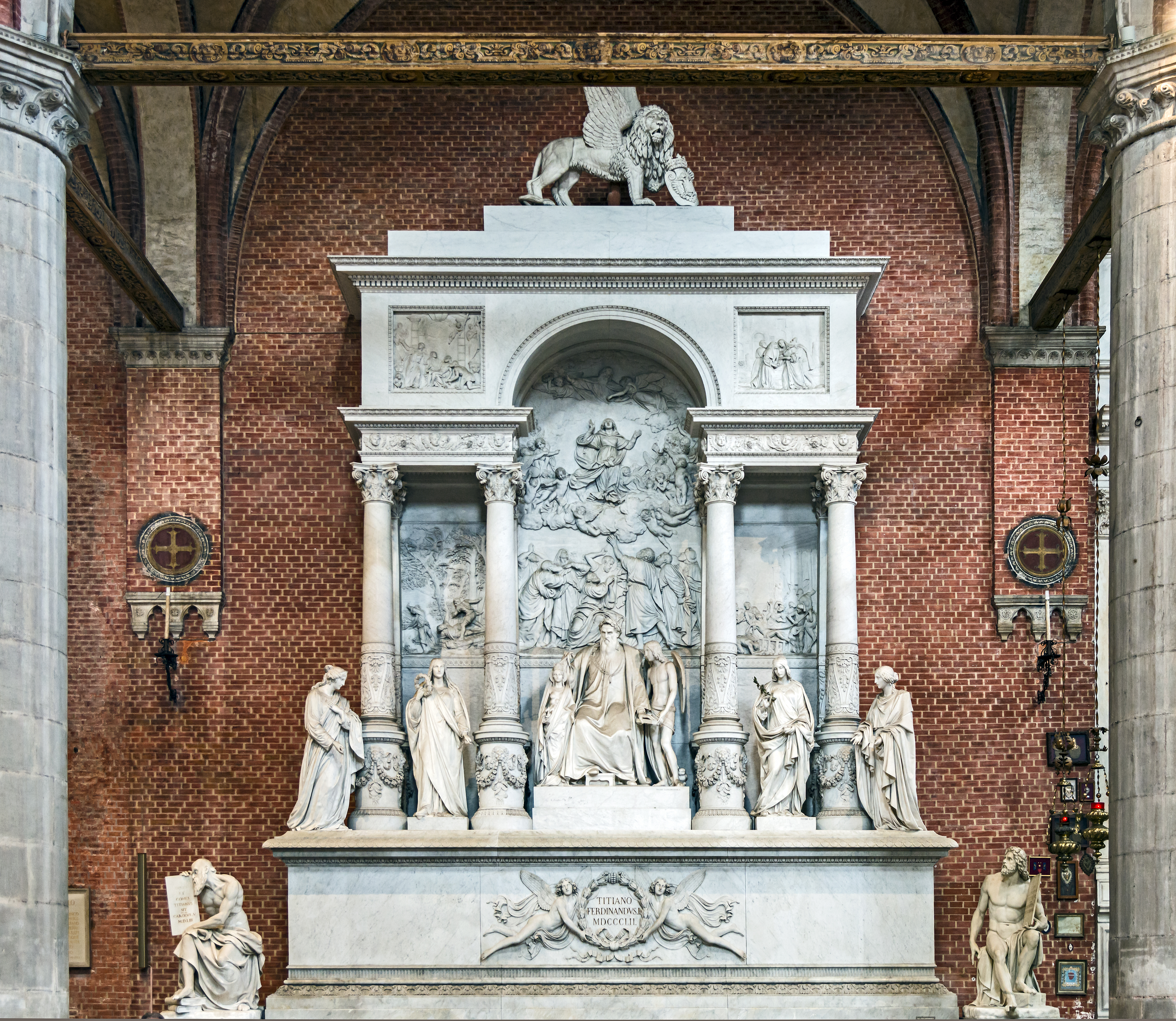
Túmulo de Ticiano em Veneza

Seu amigo Pietro Aretino morreu repentinamente em 1556. Em setembro de 1565, foi a Pieve di Cadore e projetou a decoração da igreja de Pieve, parcialmente executada por seus aprendizes. Uma dessas é uma Transfiguração que ostenta a inscrição Titianus fecit, como resposta aos críticos que diziam que a mão do mestre não era mais a mesma.
Continuou a aceitar encomendas até o fim. Tinha selecionado o local de seu túmulo na capela do Crucifixo na igreja de Fran, e como retribuição da permissão, ofereceu aos franciscanos um quadro da Pietá, representando a si mesmo e seu filho Horácio, mas não o terminou. Ticiano Vecelli se aproximava dos cem anos quando a peste negra apareceu em Veneza, matando o mestre em 27 de agosto de 1576. Enterrado na Basílica de Santa Maria Gloriosa dei Frari, foi a única vítima da peste negra a ser sepultada numa igreja, e repousa perto de sua Madona de Ca'Pesaro. Seu filho morreu da mesma epidemia e ladrões saquearam sua casa, aproveitando a desordem da época.

## Familiares e alunos
Vários outros artistas da família Vecelli navegaram nas águas de Ticiano, como seu irmão Francesco, o sobrinho Marco di Tiziano, que frequentava a casa do tio, Frabizio di Ettore, de outro ramo da família, Tommaso Vecelli e Girolamo di Tiziano. Várias obras foram retocadas pelo mestre, mas nenhum lhe fez sombra.
Entre seus numerosos aprendizes, destacaram-se Paris Bordone e Bonifazio com sua excelência. Domenico Theotocopuli, melhor conhecido como El Greco, foi empregado como encarregado de fazer gravuras de suas pinturas. Ele disse que muitas vezes o próprio Ticiano gravava no cobre ou na madeira.

## Obras
Relação dos museus que dispõem de obras de Ticiano.
- Louvre, Paris:
  - A Virgem com o coelho,
  - Jovem no toucador,
  - Antiope,
  - Coroação de Espinhos,
  - Conselho de Trento

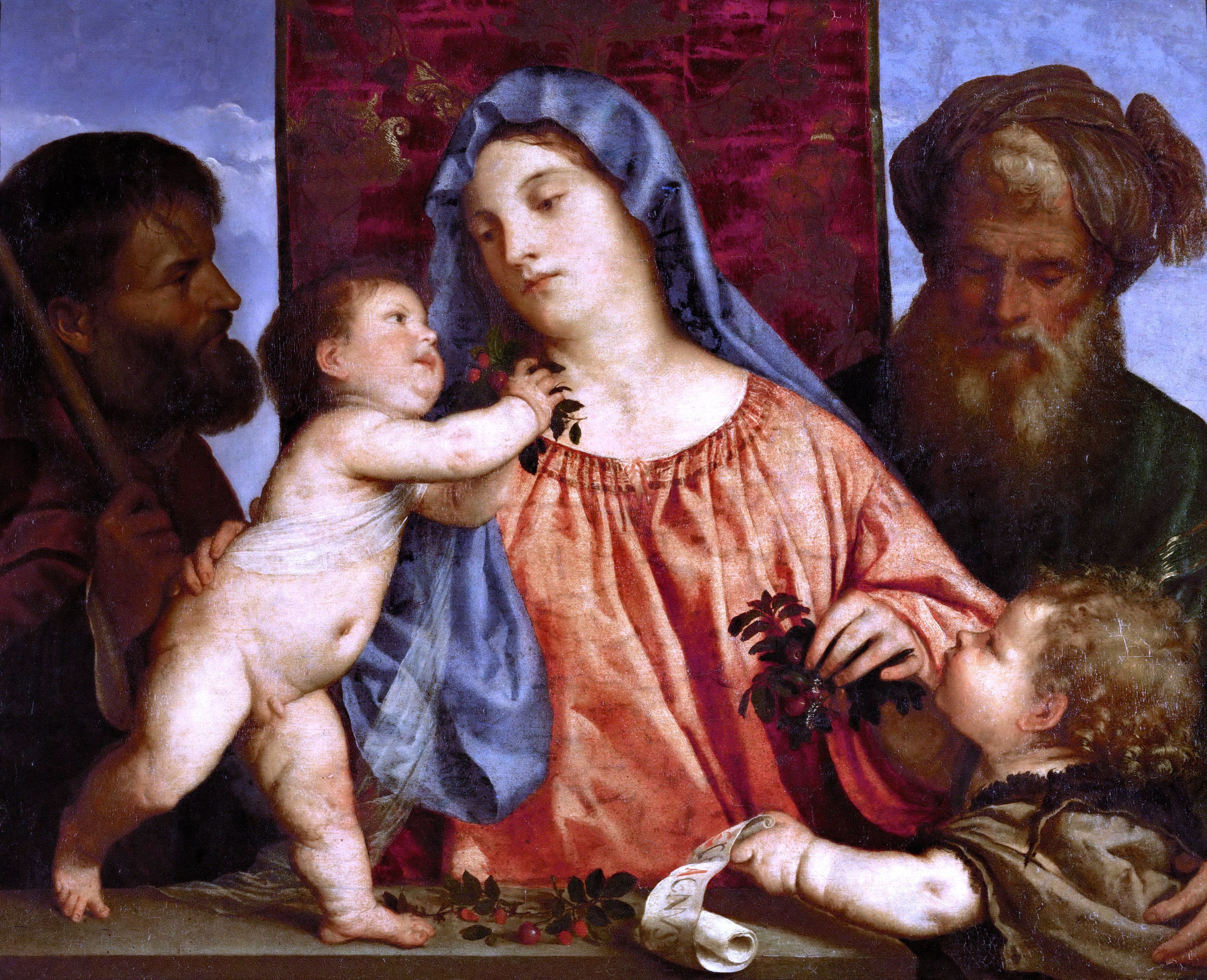
Madonna (1518), no Kunsthistorisches Museum

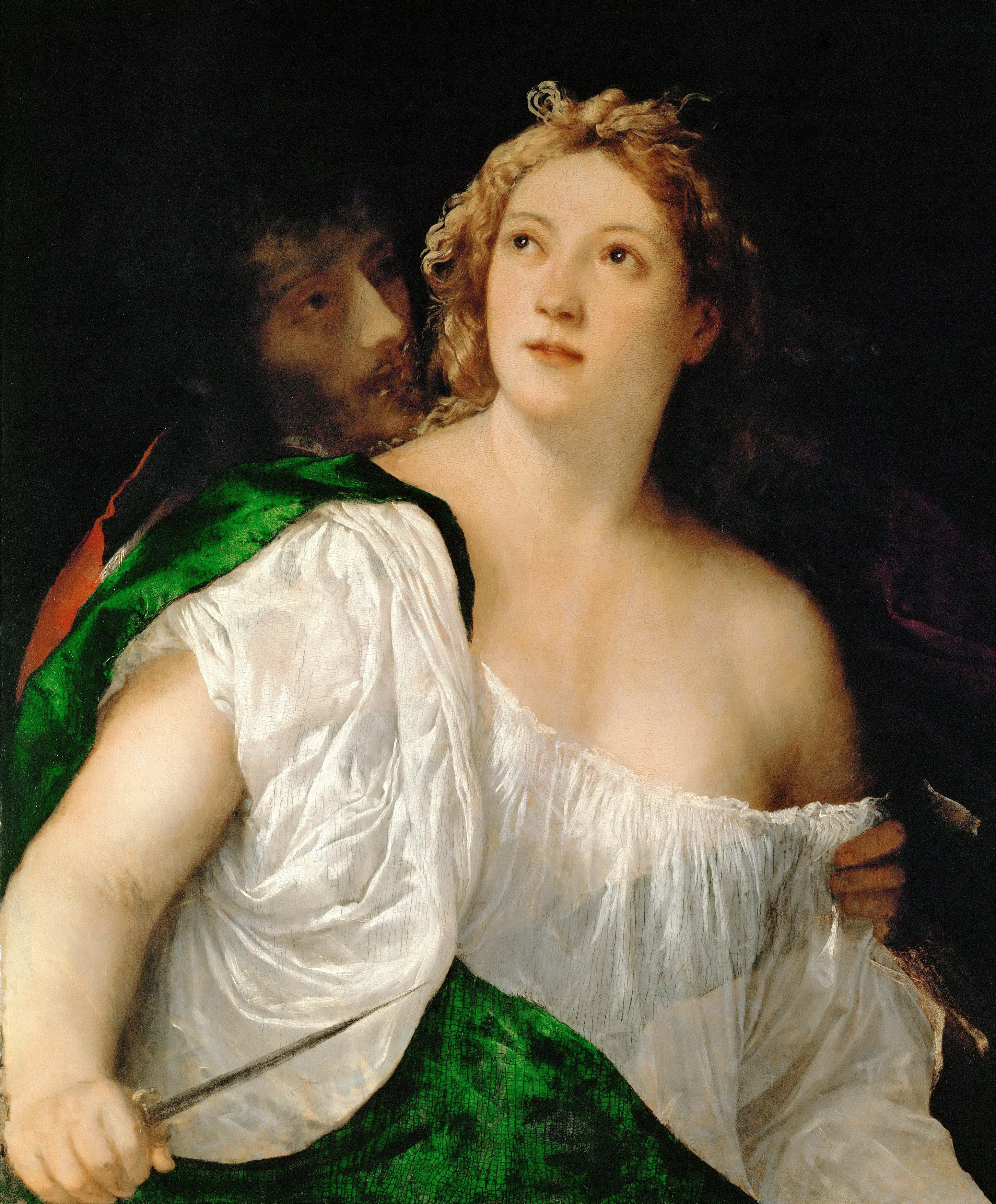
Tarquínio e Lucrécia (1517), no Kunsthistorisches Museum

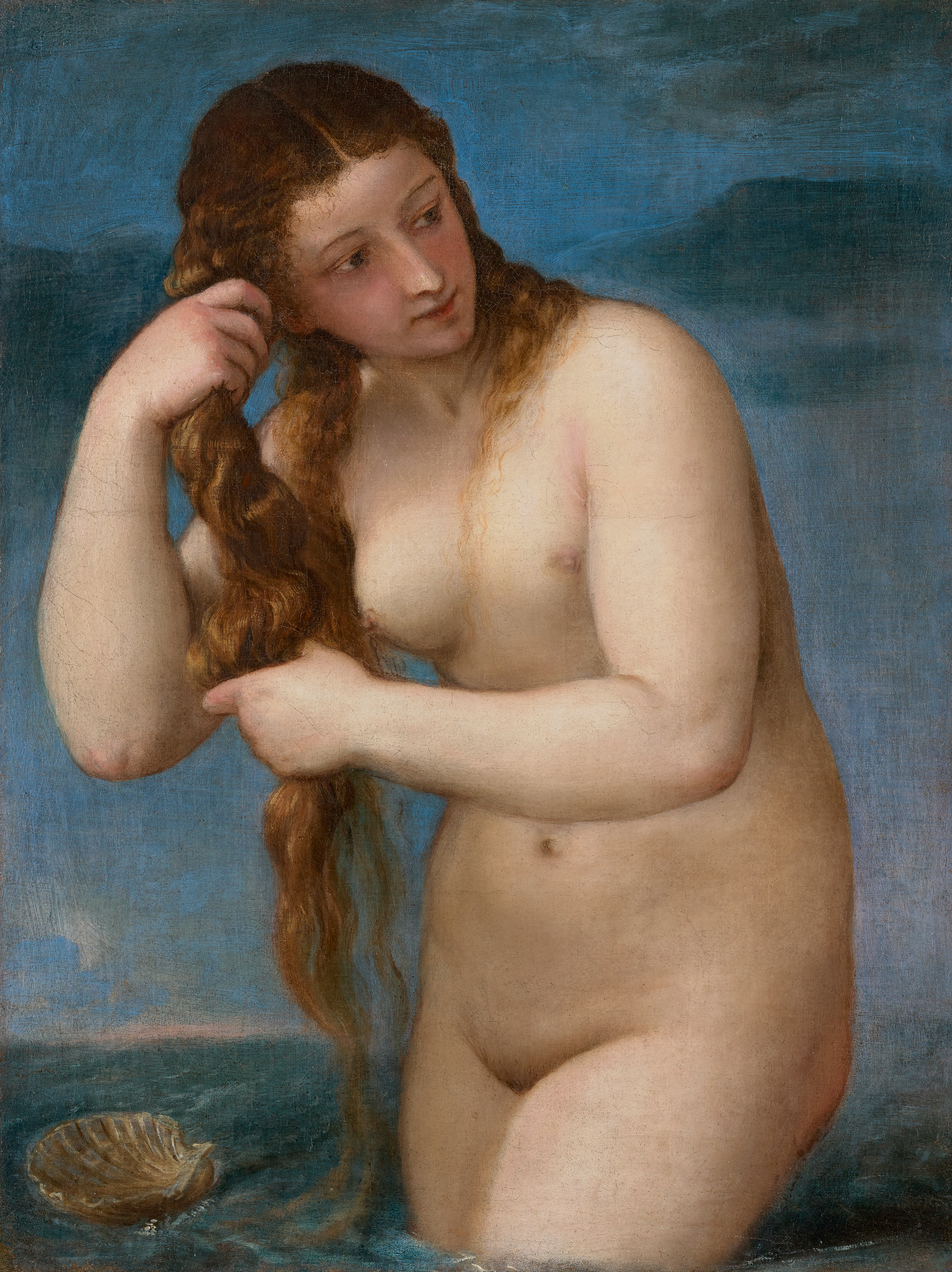
Vênus Anadyomene (1520), na Galeria Nacional da Escócia

- Museu de Arte de São Paulo, São Paulo:
  - Retrato do Cardeal Cristoforo Madruzzo
- Galleria degli Uffizi, Florença:
  - A Vênus de Urbino,
  - Flora,
  - Vênus e Eros
- Hermitage, São Petersburgo
- Fitzwilliam Museum, Cambridge
- Fondazione Magnani-Rocca, Parma
- Galleria Borghese, Roma:
  - Vênus Vendando Cupido,
- Galleria dell'Accademia, Veneza:
  - A Visitação de Maria e Isabel,
  - A Consumação da Madona,
  - Apresentação da Virgem Sagrada,
  - Ecce Homo,
  - O Doge Grimani,
- Galleria di Capodimonte, Nápoles: Paulo III
- Museu do Vaticano
- Museo do Prado, Madri:
  - Enterro de Cristo,
  - Isabel de Portugal,
  - Carlos V com Cão de Caça,
  - Carlos V em Mühlberg,
  - O Discurso do Marques de Vasto,
  - A Trindade,
- Museu de Belas Artes, Budapeste;
- National Gallery of Scotland, Edimburgo;
- National Gallery (Londres), Londres;
- Palazzo Pitti, Florença:
  - La Bella,
  - Aretino
- Scuola Grande di San Rocco, Veneza;
- Wallace Collection, Londres.